# Anantapur
Anantapur es una ciudad y una corporación municipal en el distrito de Anantapur, en el estado de Andhra Pradesh, en India. Se encuentra a 356 km al sur de la capital del Estado, Hyderabad y es la sede del distrito de Anantapur.

## Economía
La ciudad destaca por su base rural y su situación de bajos recursos, con una renta per cápita de 1.100 dólares.

## Educación
La ciudad es beneficiaria de los programas educativos de la Fundación Rafa Nadal y la Fundación Vicente Ferrer, logrando la escolarización de miles de niños.

## Geografía
Anantapur está situada en 14°41′N 77°36′E / 14.68, 77.6. Tiene una altitud media de 335 metros (1099 pies).

### Clima
Anantapur tiene un Clima semiárido (según la clasificación climática de Köppen BSh) con condiciones cálidas y secas para la mayor parte del año. El verano comienzan a finales de febrero y el pico en mayo con altas temperaturas medias en torno a los 37 °C (99 °F) del rango. Anantapur recibe chubascos premonzónicas empezando ya en marzo, principalmente a través de los vientos del nordeste que soplan desde Kerala. El monzón llega en septiembre y dura hasta principios de noviembre con unos 250 mm (9,8 pulgadas) de precipitación. Un invierno seco y templado comienza a finales de noviembre y dura hasta principios de febrero; con poca humedad y la temperatura promedio en los 22-23 °C (72-73 °F) del rango. La precipitación total anual es aproximadamente de 22 in (560 mm).
| Parámetros climáticos promedio de Anantapur                              | Parámetros climáticos promedio de Anantapur | Parámetros climáticos promedio de Anantapur | Parámetros climáticos promedio de Anantapur | Parámetros climáticos promedio de Anantapur | Parámetros climáticos promedio de Anantapur | Parámetros climáticos promedio de Anantapur | Parámetros climáticos promedio de Anantapur | Parámetros climáticos promedio de Anantapur | Parámetros climáticos promedio de Anantapur | Parámetros climáticos promedio de Anantapur | Parámetros climáticos promedio de Anantapur | Parámetros climáticos promedio de Anantapur | Parámetros climáticos promedio de Anantapur |
| Mes                                                                      | Ene.                                        | Feb.                                        | Mar.                                        | Abr.                                        | May.                                        | Jun.                                        | Jul.                                        | Ago.                                        | Sep.                                        | Oct.                                        | Nov.                                        | Dic.                                        | Anual                                       |
| ------------------------------------------------------------------------ | ------------------------------------------- | ------------------------------------------- | ------------------------------------------- | ------------------------------------------- | ------------------------------------------- | ------------------------------------------- | ------------------------------------------- | ------------------------------------------- | ------------------------------------------- | ------------------------------------------- | ------------------------------------------- | ------------------------------------------- | ------------------------------------------- |
| Temp. máx. abs. (°C)                                                     | 36.0                                        | 39.4                                        | 41.8                                        | 43.2                                        | 44.1                                        | 43.1                                        | 38.1                                        | 38.9                                        | 37.9                                        | 37.8                                        | 36.8                                        | 33.8                                        | 44.1                                        |
| Temp. máx. media (°C)                                                    | 31.0                                        | 34.3                                        | 37.6                                        | 39.4                                        | 39.2                                        | 35.7                                        | 33.8                                        | 33.0                                        | 33.1                                        | 31.9                                        | 30.3                                        | 29.6                                        | 34.1                                        |
| Temp. mín. media (°C)                                                    | 17.5                                        | 19.4                                        | 22.7                                        | 25.8                                        | 26.2                                        | 25.0                                        | 24.3                                        | 23.9                                        | 23.4                                        | 22.5                                        | 20.1                                        | 17.7                                        | 22.4                                        |
| Temp. mín. abs. (°C)                                                     | 11.2                                        | 12.8                                        | 13.4                                        | 18.3                                        | 18.8                                        | 19.6                                        | 20.8                                        | 20.8                                        | 19.3                                        | 14.1                                        | 10.0                                        | 9.4                                         | 9.4                                         |
| Precipitación total (mm)                                                 | 1.3                                         | 0.4                                         | 9.4                                         | 18.9                                        | 53.0                                        | 59.9                                        | 66.0                                        | 91.3                                        | 133.6                                       | 95.5                                        | 38.7                                        | 9.1                                         | 577.2                                       |
| Días de precipitaciones (≥ 1 mm)                                         | 0.1                                         | 0.2                                         | 0.4                                         | 1.3                                         | 2.9                                         | 3.2                                         | 4.6                                         | 5.3                                         | 6.9                                         | 6.4                                         | 3.0                                         | 0.6                                         | 34.9                                        |
| Fuente: India Meteorological Department (record high and low up to 2010) |                                             |                                             |                                             |                                             |                                             |                                             |                                             |                                             |                                             |                                             |                                             |                                             |                                             |

## Demografía
Según el censo del año 2001, Anantapur tenía 220.951 (112.273 varones y 108.678 mujeres).

## Lugares de interés turístico
Anantapur es conocida por el atractivo turístico del templo ISKCON, se encuentra en los límites de la ciudad (ver imagen en ficha de localidad).